# Bank of America Tower (Nova York)
La Bank of America Tower és un gratacel d'oficines situat a New York. El cost total del projecte s'eleva a 1000 milions de dòlars. La torre està situada a prop de la Sisena Avinguda, entre el carrer 42 i el 43, davant el Bryant Park al barri de Midtown. L'edifici respecta normes energètiques i ecològiques, pel que se suposa que representa un dels edificis més "verds" del món. La construcció de la torre va acabar-se el 2009, i com el seu nom ho indica, la Bank of America m'és la principal ocupant.

## Estadístiques
La Bank of America Tower té dues punxes al cim de l'immoble de les quals una culmina a 366 metres, mentre que la segona no supera els 293 metres, però té d'una turbina eòlica que genera una part de l'energia necessària per al funcionament de l'edifici. La torre té 54 pisos, i ofereix una superfície total d'oficines de 204.000m². Quan es va acabar la Bank of America Tower era la segona torre més alta de Nova York, darrere l'Empire State Building (381 metres), abans de la construcció el 2010 de la Freedom Tower, que va esdevenir la torre més alta de la ciutat amb 541 metres.

## Un gratacel ecològic
En un informe proporcionat per la Bank of America, l'edifici presentava nombroses innovacions ecològiques pel que fa al desenvolupament durable. Entre aquestes, les turbines eòliques, les plaques d'aïllament transparents que maximitzen la llum natural tot retenint la calor, i díodes LED que en redueixen la intensitat de dia. A més a més, un sistema de canalitzacions hauria de permetre recollir l'aigua de pluja i reutilitzar-la. La Bank of America també ha declarat que l'edifici utilitzaria preferentment materials reciclables o reciclats. A més a més, filtres d'aire permetran purificar l'aire de l'edifici abans de "rebutjar" aquest aire descontaminat a la ciutat, el que podria fer de la Bank of America Tower el "filtre d'aire" de Manhattan.